# Cyptotrama platense
Cyptotrama platense är en svampart som beskrevs av Singer 1969. Cyptotrama platense ingår i släktet Cyptotrama och familjen Physalacriaceae.   Inga underarter finns listade i Catalogue of Life.